# شهرستان الشاهل
ناحیهٔ الشاهل (به عربی: مدیریة الشاهل) یک ناحیه در یمن است که در استان حجه واقع شده‌است. شهرستان الشاهل ۳۲٬۵۴۸ نفر جمعیت دارد.